# Juan Llerena (San Luis)
Juan Llerena es una localidad del Departamento Coronel Pringles en la provincia de San Luis, Argentina. Hasta 2004, cuando se modificaron los límites departamentales de la provincia, se encontraba en el departamento de General Pedernera.

## Toponimia
Lleva el nombre de Juan Llerena quien fue abogado y político argentino, miembro de Congreso Constituyente que sancionó la Constitución Argentina de 1853.

## Población
Contó con 272 habitantes (Indec, 2010), lo que representó un incremento del 2,2% frente a los 266 habitantes (Indec, 2001) del censo anterior.
Según el censo 2022 la población total del municipio fue de 390 personas. En tanto, el número de viviendas registradas fue de 185.
| Gráfica de evolución demográfica de Juan Llerena entre 1947 y 2022 |
|                                                                    |
| Fuente: Censos nacionales del INDEC                                |

## Cultura popular
Desde 2020, la localidad comenzó a realizar el Festival Gastronómico de Carne a la Masa.
1. ↑  Ley V-0106-2004 Ley que dispone la division politica de la provincia de San Luis
2. ↑  «Gobiernos locales - Censo Nacional de Población, Hogares y Viviendas. Sección San Luis.». Censo Nacional de Población, Hogares y Viviendas. Archivado desde el original el 15 de diciembre de 2024. Consultado el 25 de febrero de 2025.
3. ↑  «Juan Llerena a pleno en el 1° Festival de la carne a la masa». Cultura San Luis. 10 de febrero de 2020. Consultado el 10 de febrero de 2020.